# 1401 هـ
1401 هـ هي سنة في التقويم الهجري امتدت مقابلةً في التقويم الميلادي بين سنتي 1980 و1981.

محمد أنور السادات

## أحداث
- افتتاح مطار الملك عبد العزيز الدولي في جدة

### شعبان
- 18 شعبان - مقتل الدكتور مصطفى تشمران فيزيائي وسياسي ومن مؤسسي حركة أمل اللبنانية وأول وزير دفاع إيراني بعد الثورة الإسلامية في الحرب العراقية الإيرانية.

## مواليد
- ميلاد لاعب كرة القدم محمد الشلهوب
- أحمد سالم أبو فهر
- أحمد شعيب
- إيما شاه
- جون ووكر ليندا
- حميد البلوشي (ممثل كويتي)
- خالد الدخيل (فنان)
- سعد الكندري
- عبد المحسن الشمري (ممثل سعودي)
- مونيا (مغنية)
- ناصر الكندري
- رولا حيدر ، إعلامية سورية.
- ياسمين الخطيب ، كاتبة وفنانة تشكيلية ومذيعة مصرية.

## وفيات
- إبراهيم بيوض
- جورج فاجدا
- سعيد سلطان بور
- ضياء الرحمن
- عبد الجليل عيسى
- عبد الله النوري
- فيلكس تور
- محمد أنور السادات
- محمد بهشتي
- محمد جواد باهنر
- محمد حاتا
- يوسف محمد الهندي السلفي

### محرم
- 16 محرم - محمود خليل الحصري مقرئ مصري

### شعبان
- 18 شعبان - مصطفى تشمران فيزيائي وسياسي وأول وزير دفاع إيراني بعد الثورة الإسلامية ومن مؤسسي حركة أمل اللبنانية.